# Тусьё (Эн)
Тусьё (фр. Toussieux) — коммуна во Франции, находится в регионе Рона — Альпы. Департамент — Эн. Входит в состав кантона Рерьё. Округ коммуны — Бурк-ан-Брес.
Код INSEE коммуны — 01423.

## География
Коммуна расположена приблизительно в 380 км к юго-востоку от Парижа, в 23 км севернее Лиона, в 45 км к юго-западу от Бурк-ан-Бреса.
По территории коммуны протекает река Морбье.

## Климат
Климат полуконтинентальный с холодной зимой и тёплым летом. Дожди бывают нечасто, в основном летом.

## Население
Население коммуны на 2010 год составляло 769 человек.
| 1962 | 1968 | 1975 | 1982 | 1990 | 1999 | 2010 |
| ---- | ---- | ---- | ---- | ---- | ---- | ---- |
| 176  | 160  | 156  | 327  | 437  | 732  | 769  |

## Администрация
| Период | Период | Фамилия       | Партия | Примечания |
| ------ | ------ | ------------- | ------ | ---------- |
| 1995   | 1997   | Ален Муссель  |        |            |
| 1997   | 1997   | Дидье Кремер  |        |            |
| 1997   | 2008   | Марк Жабуле   |        |            |
| 2008   | 2020   | Жан-Клод Обер |        |            |

## Экономика
В 2010 году среди 543 человек трудоспособного возраста (15—64 лет) 429 были экономически активными, 114 — неактивными (показатель активности — 79,0 %, в 1999 году было 80,6 %). Из 429 активных жителей работали 404 человека (210 мужчин и 194 женщины), безработных было 25 (14 мужчин и 11 женщин). Среди 114 неактивных 61 человек были учениками или студентами, 35 — пенсионерами, 18 были неактивными по другим причинам.

## Фотогалерея

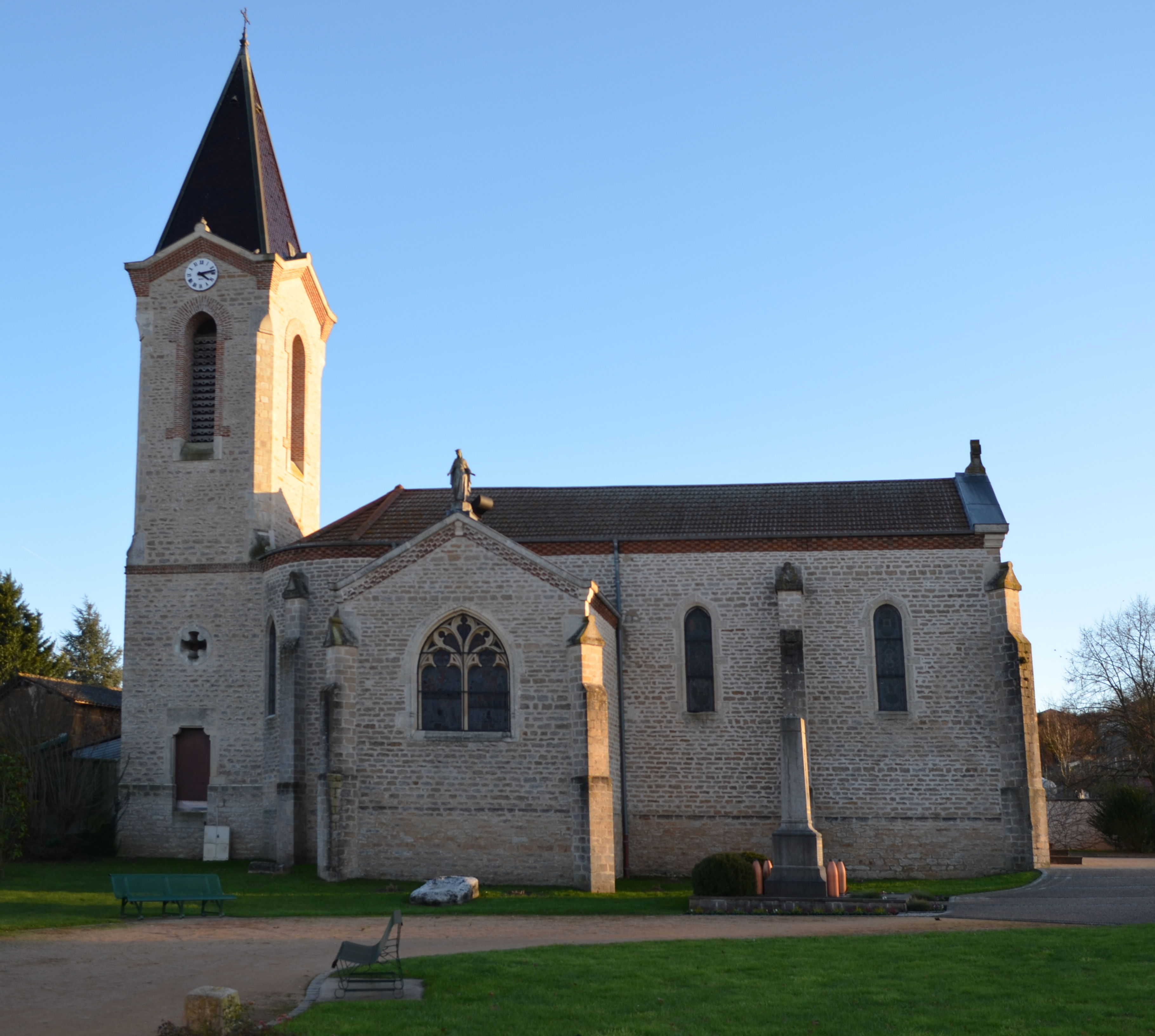
Церковь Св. Бонита
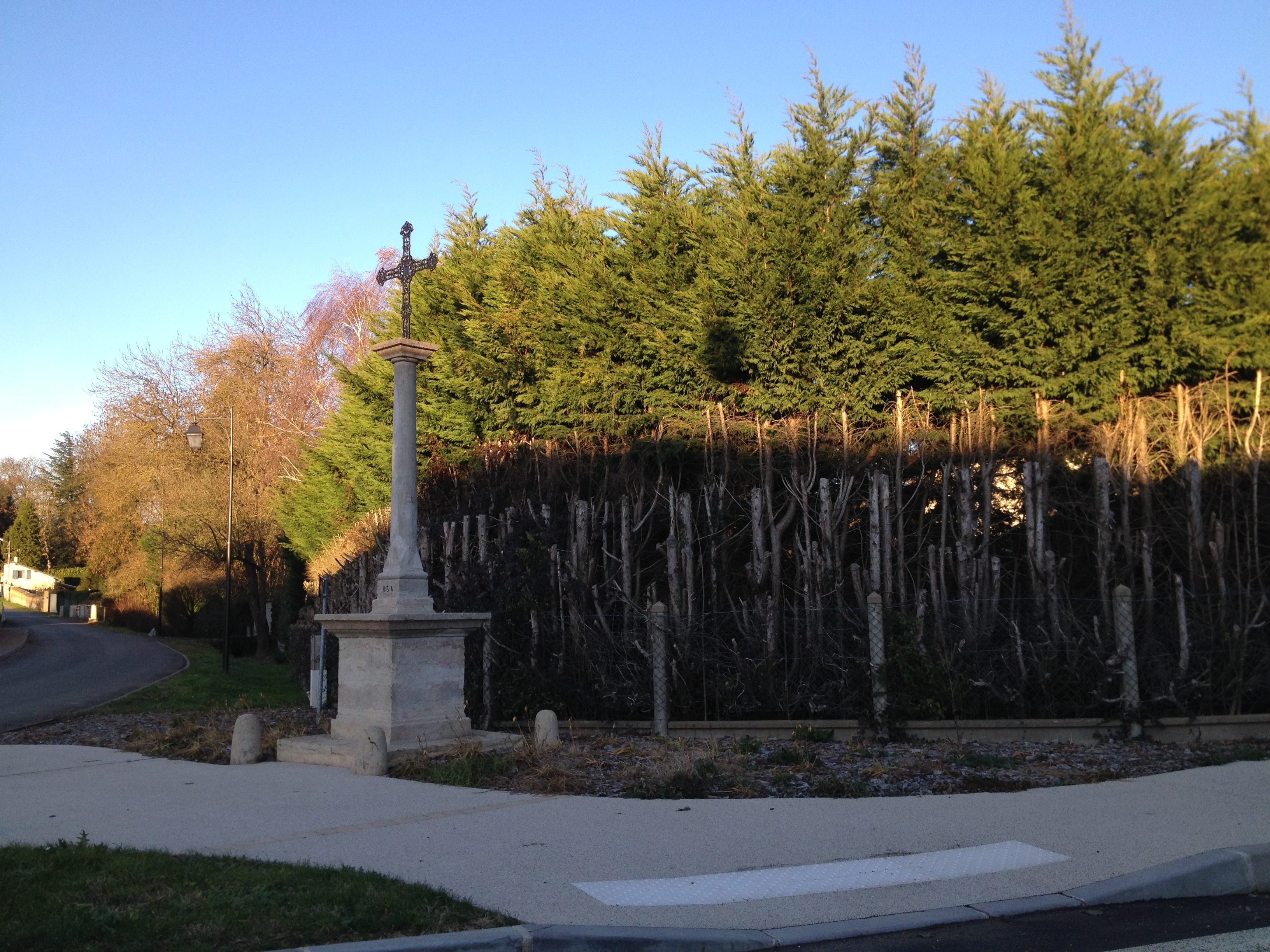
Придорожный крест
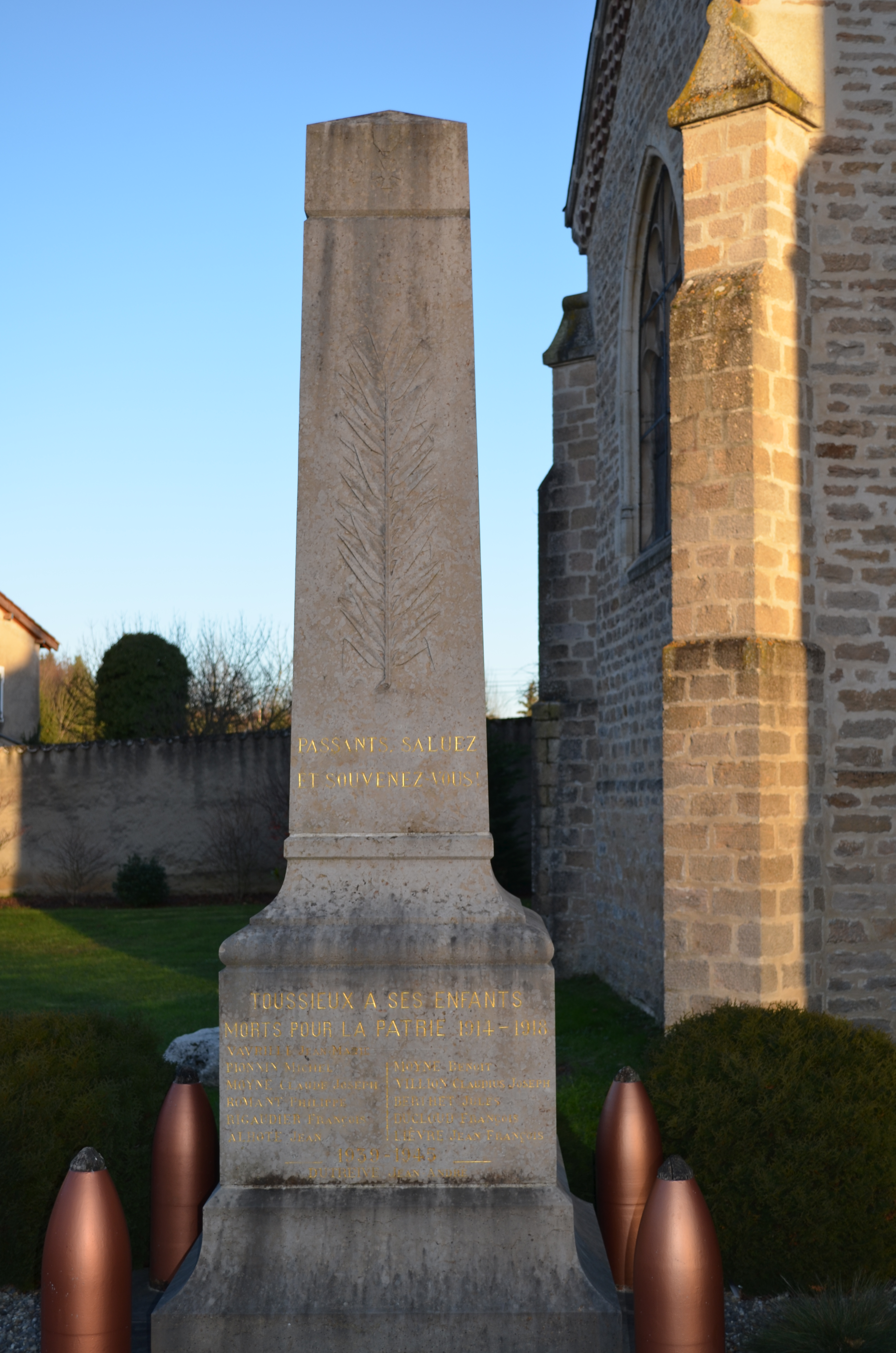
Военный мемориал
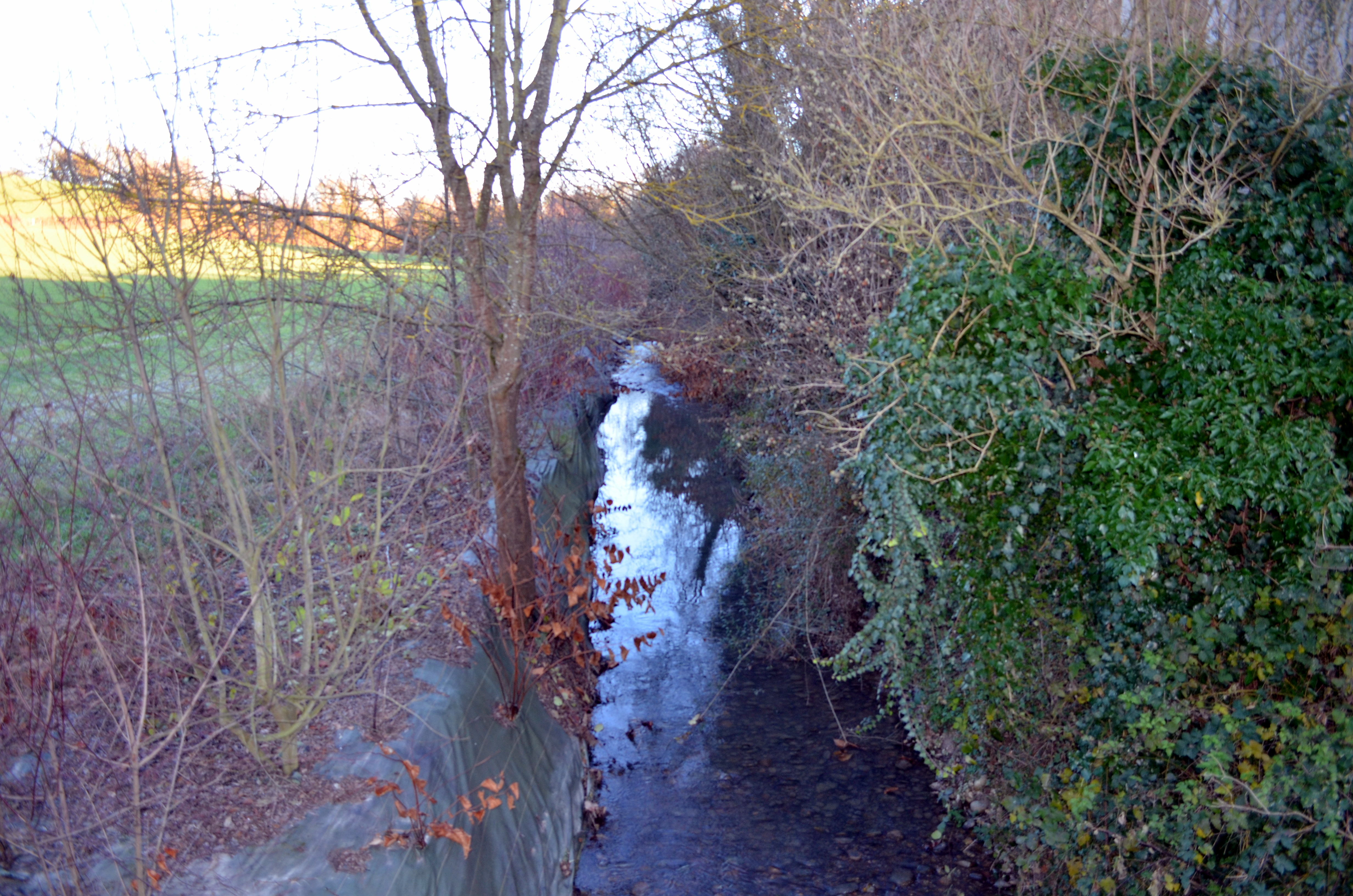
Река Морбье
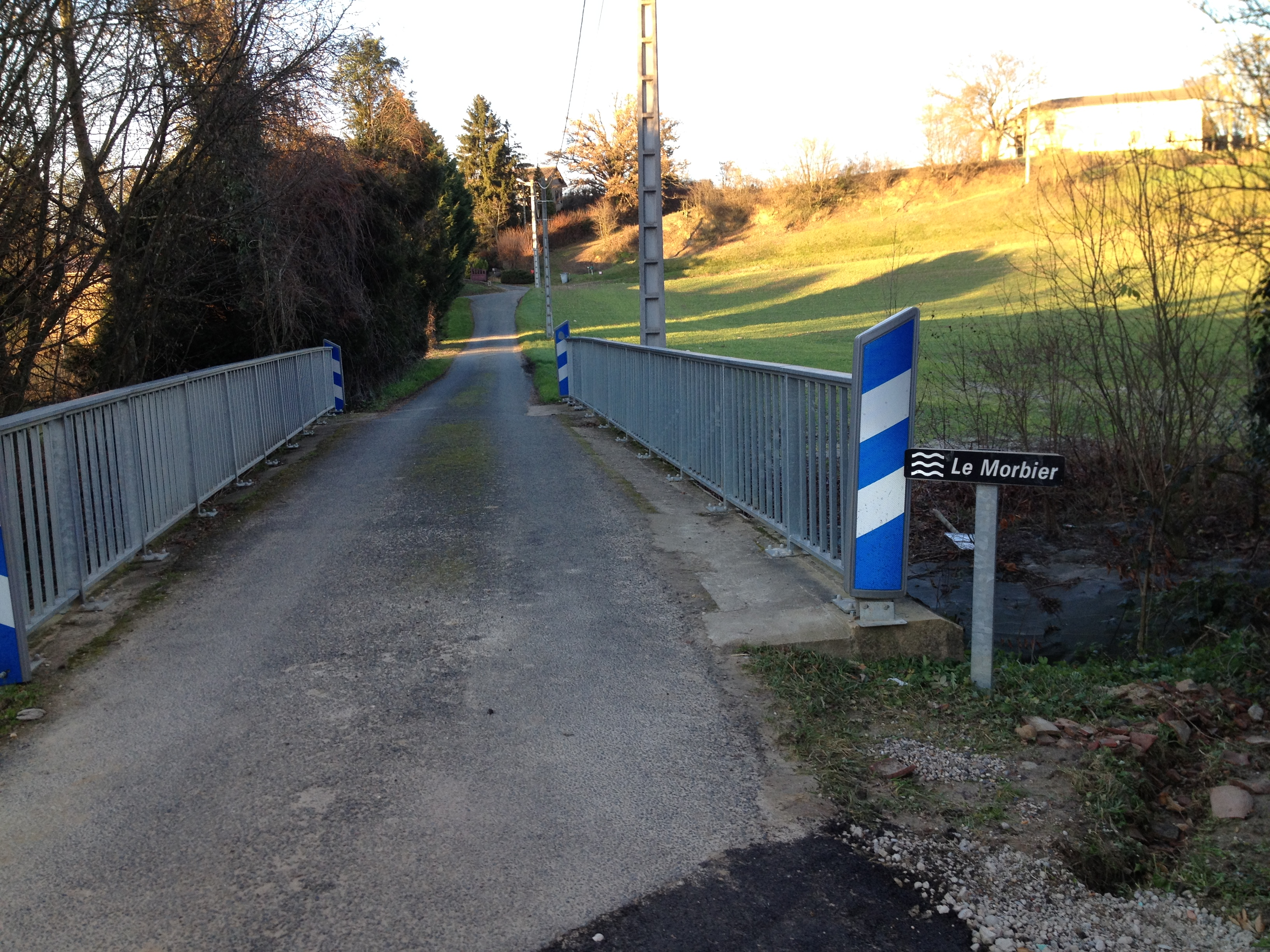
Мост через реку Морбье